# Денис Хејсберт
Денис Декстер Хејсберт (енгл. Dennis Dexter Haysbert; рођен 2. јуна 1954, Сан Матео, Калифорнија),  амерички је глумац, познат по свом раду у телевизијским серијама 24 и Јединица.
Дипломирао на Америчкој академији позоришне уметности. Касних 1970-их почео је да глуми у телевизијским серијама као што су Лу Грант, А-Тим, Магнум и Бак Роџерс у 25. веку. Године 1989. добио је своју прву велику филмску улогу, играјући бејзбол играча Педра Серана у филму Мејџор Лиг. Уследио је рад у филмовима Морнаричке фоке, Господин бејзбол, Поље љубави, Врелина и другим. Године 1997. добио је улогу агента Тима Колина у трилеру Клинта Иствуда Апсолутна моћ.
Једно од најпознатијих глумчевих дела је улога Дејвида Палмера у ТВ серији 24, која је почела да се снима 2001. године. У играном филму Далеко од раја из 2002. играо је улогу баштована Рејмонда Дигана, за шта је награђен са три америчке филмске награде. Хејзберт је такође играо Џонаса Блејна, главног лика серије Анти-терористички одред. Играо је улогу Нелсона Манделе у биографској драми Збогом Бафана из 2007. Године 2011. дао је глас господару Рејџинг Булу у анимираном филму Кунг-фу Панда 2. Хејзберт је глумио гласовног глумца у компјутерским игрицама Тома Кленсија Tom Clancy's Splinter Cell: Pandora Tomorrow, Call of Duty: Finest Hour и 24: The Game.